# Interfarms Schaatsploeg
Team CRV-Interfarms is een Nederlandse marathonschaatsploeg onder leiding van Ynco de Vries. Het is het enige ‘agroteam’ in de topdivisie van het marathonschaatsen met de agrarische sponsors CRV en Interfarms. Het marathonschaatsen is van oudsher een boerensport. Een aantal ploegrijders hebben daardoor een directe link met agrarische wereld.
De ploeg komt sinds een aantal jaren uit in de Topdivisie, het hoogste niveau in het marathonschaatsen, onder auspiciën van de KNSB. De drijvende krachten achter de formatie zijn ploegleider Ynco de Vries en begeleider Ruud Brouwer. De zes rijders van CRV-Interfarms hebben elk hun specialisme. 

## Seizoen 2015-2016
De volgende langebaanschaatsers maken deel uit van dit team:
- Robert Bovenhuis
- Pim Cazemier
- Sjoerd den Hartog
- Jan Korenberg
- Robin Snoek
- Jordy Harink

Zij staan onder leiding van:
- Ynco de Vries
- Ruud Brouwer, verzorger